# Distretto di Long Ho
Il distretto di Long Ho (vietnamita: Long Hồ) è un distretto (huyện) del Vietnam che nel 2003 contava 151.996 abitanti.
Occupa una superficie di 193 km² nella provincia di Vinh Long. Ha come capitale la città omonima.